# Associació d'Informadors Cinematogràfics d'Espanya
L'Associació d'Informadors Cinematogràfics d'Espanya és una associació de periodistes que cobreixen la indústria del cinema en Espanya. L'associació va ser fundada el 2013 amb l'objectiu d'aglutinar al gremi de crítics i informadors espanyols del cinema. És organitzadora dels guardons Premis Feroz, considerats avantsala dels Goya, encarregada del lliurament de diferents premis en festivals de cinema espanyols.

## Història i objectius
La seva fundació l'any 2013 té com a objectiu la unió de crítics i informadors sense cap distinció, com de mitjans convencionals o electrònics, el lloc on cadascun estigui radicat, el mitjà que exerceix el seu treball i la modalitat contractual a la qual estigui acollit.
El seu principal i més important objectiu és l'organització anual dels Premis Feroz, a més de lliurar diversos guardons com el Feroz Zinemaldia a la millor pel·lícula en la secció oficial del Festival Internacional de Cinema de Sant Sebastià i el Feroz Puerta Oscura al millor llargmetratge en la secció de documentals del Festival de Cinema en Espanyol de Màlaga.
L'associació compta amb dues comissions especialitzades: la Comissió Professional, que atén necessitats del gremi i assisteix als seus membres, i la Comissió de Formació, que ofereix diferents oportunitats de formació als associats.

## Creació dels Premis Feroz
L'associació té com un dels seus principals objectius el lliurament anual dels Premis Feroz, uns guardons cinematogràfics que reconeixen el mèrit i qualitat de produccions cinematogràfiques espanyoles. La seva primera gal·la es va celebrar el 27 de gener de 2014 comptant amb 13 categories, en la seva quarta edició va incloure 6 noves categories que premien a sèries de televisió.
Els guardons són considerats davant sala dels Premis Goya de l'Acadèmia de Cinema i des de la seva creació van ser comparats amb la cerimònia estatunidenca dels Globus d'Or.